# Quema de locales de opositores de 1953 en Argentina
La quema de locales de opositores de 1953 ocurrió el 15 de abril de ese año, en respuesta al atentado de la Plaza de Mayo del 15 de abril de 1953, atentado acaecido durante un acto peronista y llevado a cabo horas antes por un grupo antiperonista, ocasionando entre 5 y 7 muertos y más de 90 heridos.
Grupos de manifestantes atacaron y provocaron incendios en las sedes de los partidos radical, demócrata y socialista así como en el Jockey Club de Buenos Aires quedando totalmente destruidos estos dos últimos edificios y con daños muy importantes los otros dos.
Los bomberos se limitaron a evitar que el fuego se propagara a las vecindades y los efectivos policiales presentes en los lugares atacados se abstuvieron de intervenir, salvo por la detención y posterior liberación de las personas que buscaban apagar el fuego por sus propios medios.
En la confitería «Petit Café» y el diario La Nación los manifestantes fueron rechazados.
En los hechos no se registraron muertos ni heridos.

## Antecedentes: atentado terrorista en Plaza de Mayo
El 15 de abril de 1953 un grupo de opositores antiperonistas realizó un ataque terrorista en la Plaza de Mayo que causó la muerte de entre 5 y 7 personas, y que a su vez desencadenó que grupos de manifestantes peronistas se lanzaran esa noche a incendiar locales de opositores. 
El atentado se realizó en un acto sindical organizado por la Confederación General del Trabajo (CGT) en la Plaza de Mayo en apoyo a la política del gobierno peronista para combatir la inflación y el desabastecimiento. 
Dos bombas explotaron durante el discurso del presidente Juan Domingo Perón, desde los balcones de la Casa Rosada. Al promediar la exposición, detonó la primera bomba de 50 cartuchos de gelignita, ubicada dentro de un hotel sobre una de las calles laterales de la plaza.
Al detonar la primera bomba, Perón interrumpió su discurso y después de un instante dijo: "¡Compañeros! Estos, los mismos que hacen circular rumores todos los días, parece que se han sentido más rumorosos, queriéndonos colocar una bomba. En ese momento explotó la segunda bomba, construida con 100 cartuchos de gelignita, en la estación Plaza de Mayo de la línea A de subterráneos, matando a varios manifestantes, hiriendo a decenas de personas y provocando el pánico entre la multitud que se encontraba en el lugar.
Al oír la explosión el presidente volvió a interrumpir el discurso para decir:

Ustedes ven que cuando yo, desde aquí, anuncié que se trataba de un plan preparado y en ejecución, no me faltaban razones para anunciarlo.
Compañeros: Podrán tirar muchas bombas y hacer circular muchos rumores, pero lo que nos interesa a nosotros es que no se salgan con la suya, y de esto, compañeros, yo les aseguro que no se saldrán con la suya. Hemos de ir individualizando a cada uno de los culpables de estos actos y les hemos de ir aplicando las sanciones que les correspondan.
Compañeros: Creo que, según se puede ir observando, vamos a tener que volver a la época de andar con el alambre de fardo en el bolsillo.

La multitud entonces aclamó a Perón y empezó a repetir la palabra "leña", término que siguiendo el argot argentino estaba referido al reclamo de castigo a los terroristas.
El Presidente Perón tomó la expresión que repetían los manifestantes y dijo:

Eso de la leña que ustedes me aconsejan ¿por qué no empiezan ustedes a darla?
Compañeros: Estamos en un momento en que todos debemos de preocuparnos seriamente, porque la canalla no descansa, porque están apoyados desde el exterior.
Decía que es menester velar en cada puesto con el fusil al brazo. Es menester que cada ciudadano se convierta en un observador minucioso y permanente porque la lucha es subrepticia. No vamos a tener un enemigo enfrente: colocan la bomba y se van. Aumentan los precios y se hacen los angelitos. Organizan la falta de carne y dicen que ellos no tienen la culpa. Al contrario, por ahí, en un diario, sacan un artículo diciendo que ellos, en apoyo del Gobierno, quieren que venga la carne, pero la carne no viene.
Todo esto nos está demostrando que se trata de una guerra psicológica organizada y dirigida desde el exterior, con agentes en lo interno. Hay que buscar a esos agentes, que se pueden encontrar si uno está atento, y donde se los encuentre, colgarlos en un árbol.

Luego Perón se extendió largamente sobre la inflación y el desabastecimiento, propuso establecer el control de precios y convocó a los trabajadores a cuidar los precios y controlar las medidas especulativas. También se refirió a la corrupción de los funcionarios, sosteniendo que sería inflexible y que irían a la cárcel. Cerca del final de su discurso volvió a referirse al atentado diciendo:

Señores: aunque parezca ingenuo que yo haga el último llamado a los opositores, para que en vez de poner bombas se pongan a trabajar en favor de la República, a pesar de las bombas, a pesar de los rumores, si algún dia demuestran que sirven para algo, si algún día demuestran que pueden trabajar en algo útil para la República, les vamos a perdonar todas las hechas.

En el cierre del discurso, el presidente pidió a los trabajadores que "regresen a sus casas" y sostuvo que la manera responder a los ataques era "produciendo":

Compañeros: como en la horas más críticas de nuestra lucha en 1945, pediré a todos los compañeros que, como entonces, estén activos y vigilantes; pediré a todos que vayan al trabajo confiados y decididos. Todos los problemas que puedan presentarse, se resuelven produciendo. A esos bandidos los vamos a derrotar produciendo, y a los canallas de afuera los vamos a vencer produciendo. Por eso, hoy como siempre la consigna de los trabajadores argentinos ha de ser: producir, producir, producir.

Luego del discurso los manifestantes se retiraron y las autoridades comenzaron a tomar conocimiento de la magnitud del atentado. Las víctimas mortales fueron Santa Festigiata de D`Amico de 84 años, Mario Pérez, León David Roumeaux, Osvaldo Mouché y Salvador Manes. 
En los días siguientes, la policía detuvo a varios activistas antiperonistas que confesaron ser miembros del grupo terrorista causante del atentado. Entre ellos se encontraban el radical Roque Carranza (años después sería Ministro de Defensa del presidente Raúl Alfonsín), el demócrata progresista Carlos González Dogliotti, Miguel de la Serna y Rafael Douek, que fueron condenados por la justicia y amnistiados por el presidente Perón en 1955. Los condenados han sostenido que las confesiones fueron realizadas bajo tortura, pero con posterioridad, González Dogliotti reconoció haber puesto las bombas, aunque aclarando que las mismas sólo eran bombas de estruendo y que los muertos y heridos fueron consecuencia de la estampida de la multitud a causa del terror provocado por la explosión. Por su parte, Carranza negó luego haber colocado las bombas, aunque reconoció haber conocido el lugar donde las mismas se armaban, en tanto que los testimonios de sus conocidos son coincidentes en sostener que "la actividad de Carranza durante los nueve años de gobierno peronista fue un incesante trajinar por los laboratorios caseros, donde se fabricaban explosivos". Por su parte, Félix Luna ha identificado a los terroristas como "miembros del ala unionista" de la Unión Cívica Radical.
Más recientemente, el diputado peronista Carlos Kunkel ha implicado también en los hechos al abogado y periodista Mariano Grondona, quien habría reconocido su participación directa públicamente, en su programa de televisión Hora Clave.

## Los ataques a los opositores

### La sede del Partido Socialista

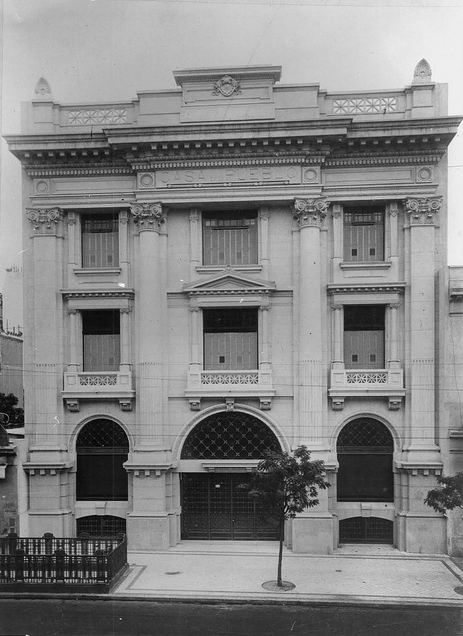
Casa del Pueblo.

Al finalizar el acto una columna de manifestantes tomó por la Avenida de Mayo y luego por Rivadavia deteniéndose alrededor de las 19 horas frente a la Casa del Pueblo, la sede del Partido Socialista y del órgano partidario La Vanguardia, ubicada en la cuadra del 2100. De pronto algunos manifestantes se dirigieron al edificio, que estaba cerrado, con intención de penetrar en el mismo. Ramón Muñiz, virtual secretario general del partido, que estaba en el interior con un centenar de delegados solicitó ayuda por teléfono a la seccional de policía pero el comisario le respondió que no tenía gente para enviar, por lo cual todos escaparon por los fondos mientras estallaba la puerta y entraban los agresores que, según algunos testigos, habían utilizado un camión municipal como ariete.
Subieron a la biblioteca ubicada en el primer piso y comenzaron a arrojar los libros a la calle y luego encendieron fuego a las instalaciones. Afirma Félix Luna:

"Hacia las 4 de la madrugada se desplomaron los techos y de la Casa del Pueblo sólo quedaron las paredes ennegrecidas. En ningún momento la policía intentó expulsar a los agresores; los bomberos aparecieron en pleno incendio, pero se limitaron a evitar que se propagara a las vecindades."

José Tristán Ginzo, caricaturista político cuyos muñecos simbolizaron toda una época durante la cual el periódico socialista La Vanguardia se erigió en el máximo vocero del antiperonismo, que estaba fuera del edificio hizo este relato:

"Me encontraba de mirón en la esquina, de pronto apareció en el lugar el doctor Alfredo Palacios, éste, enardecido al ver cómo eran incendiados los talleres en donde se imprimía el periódico, y con ellos la mayor biblioteca obrera del país —tenía más de cien mil volúmenes—, increpó al oficia! de policía: «Pero, ¿cómo es que no impide este salvajismo?». A lo que aquél respondió: «Vea, doctor, mejor que se calme... ¡Son órdenes de arriba!»".

Con las llamas se perdió la primera (y única) colección de periódicos obreros que existía en el país; los archivos de la redacción, los muebles, la sala de máquinas y todas las pertenencias del Partido Socialista. Curiosamente, sólo se rescató el fichero de afiliados.
La estructura de la Casa del Pueblo quedó totalmente comprometida e irrecuperable. En 1956 el Partido Socialista se fraccionó en dos sectores antagónicos: el Partido Socialista Democrático y el Partido Socialista Argentino, que se disputaron la propiedad del inmueble, en un litigio que recién terminó en 1974 con su demolición.

### La Casa Radical y la sede del Partido Demócrata
Los manifestantes volvieron al centro y se dirigieron a la Casa Radical ubicada en la calle Tucumán 1660. Forzaron la cortina metálica, juntaron elementos en el vestíbulo de entrada y le prendieron fuego pero aunque el edificio sufrió grandes daños y quedó desmantelado, no se incendió. Luego repitieron el procedimiento en la sede del Partido Demócrata que se encontraba a la vuelta en la calle Rodríguez Peña 525, en la cual el incendio de libros y elementos tampoco se propagó al edificio. Ninguno de los locales agredidos fue protegido por la policía o los bomberos.

### El Jockey Club

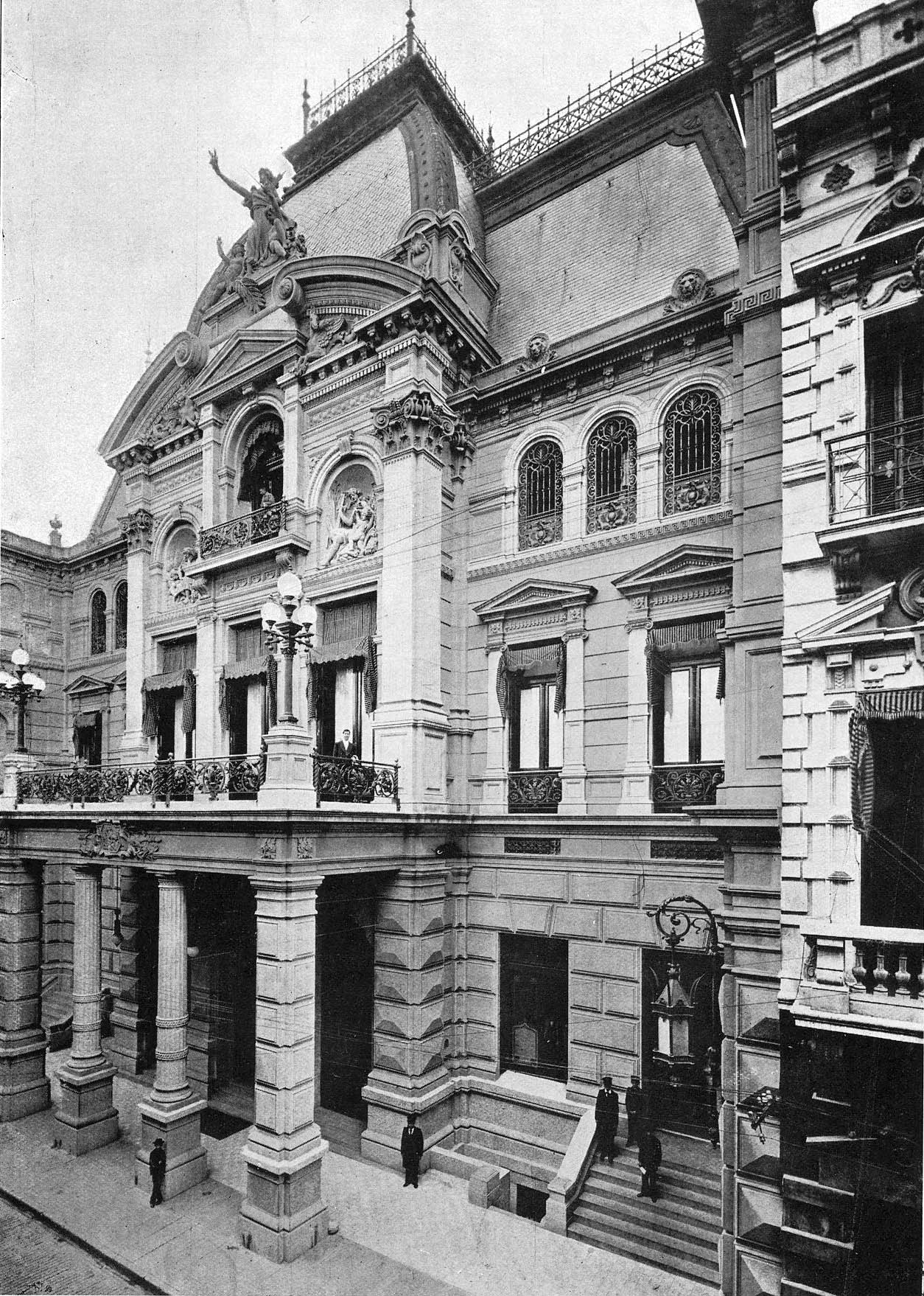
Edificio del Jockey Club.

Alrededor de medianoche una columna de manifestantes atacó la entrada del Jockey Club de Buenos Aires que da por la calle Tucumán y expulsaron a los pocos socios que allí se encontraban. Todo lo incendiable -cuadros, alfombras, muebles, papeles- ardió y con ellos también el edificio que ya estaba totalmente destruido al amanecer cuando los bomberos decidieron comenzar a actuar.
Manuel Anasagasti, expresidente del Jockey Club, contó que entre los bienes robados antes del incendio había partidas de vino con sello y número de catálogo del club. Tiempo después una de esas partidas fue rematada por el Banco Municipal y se aprovechó a recuperarla mediante su compra. Cuando se pusieron en venta los bienes de Perón luego de su caída también volvieron a comprar en remate otra de esas partidas que los incendiarios habían obsequiado a Perón como trofeo de guerra.

### Otros edificios
Hubo intentos similares en el "Petit Café" de Santa Fe y Callao que pasaba por ser un reducto opositor y en el diario La Nación pero en los dos casos la policía rechazó a los atacantes.

## Consecuencias
Luego del atentado el gobierno implantó el estado de sitio y en los días siguientes se multiplicaron las acciones para descubrir y detener a los terroristas que cometieron el atentado. La policía detuvo a varios dirigentes políticos opositores y a decenas de activistas a quienes se puso a disposición del Poder Ejecutivo sin obligación de iniciarles proceso alguno, como indica la norma constitucional del estado de sitio, entre ellos Ricardo Balbín, Arturo Frondizi, Federico Pinedo, Alfredo Palacios, y Nicolás Repetto. Aparecieron crónicas de los incendios en los diarios opositores La Nación y The Standard, sin mencionar el atentado terrorista[cita requerida]. Por su parte la prensa oficialista sostuvo que los manifestantes peronistas habían reaccionado luego de haber sido tiroteados desde la Casa del Pueblo (socialista) y la Casa Radical.
El historiador Félix Luna ha sostenido que se trata de «el primer caso de terrorismo de Estado en el país». en tanto otros historiadores, han afirmado que los primeros actos de terrorismo de Estado fueron cometidos por el gobierno radical presidido por Hipólito Yrigoyen o de las posteriores dictaduras militares antiperonistas.